# Генерала Тюленева (станция метро)
«Генера́ла Тюле́нева» — станция Московского метрополитена на Троицкой линии. Расположена в районе Тёплый Стан (ЮЗАО), вблизи пересечения улицы Тёплый Стан и улицы Генерала Тюленева, по последней из которых и получила свое название. Открытие состоялось 7 сентября 2024 года в составе участка «Новаторская» — «Тютчевская». Колонная трёхпролётная мелкого заложения с одной островной платформой.

## Проектирование
Согласно Адресной инвестиционной программе города Москвы, станция проектируется в составе 17,5-километрового участка от станции «Новаторская» до станции «Новомосковская» (ранее «Столбово») с пятью промежуточными станциями.

## Строительство

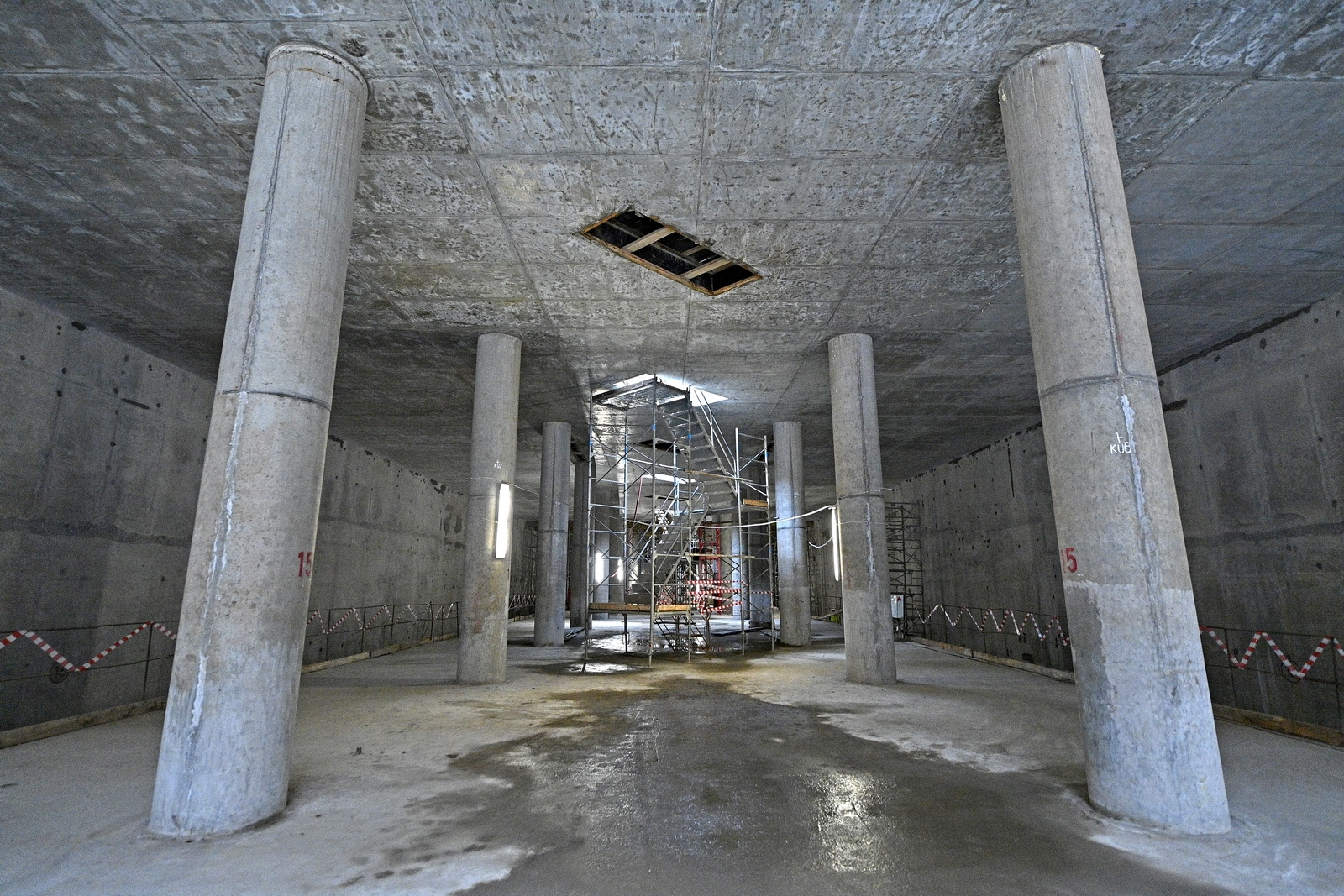
Станция метро «Генерала Тюленева» в стадии строительства

- 17 апреля 2018 года — АО «Мосинжпроект», победившее в закупке, заключило договор на выполнение комплекса строительно-монтажных работ по сооружению участка Коммунарской (ныне — Троицкой) линии «Улица Новаторов» (ныне — Новаторская) — «Коммунарка»[4].
- 15 ноября 2019 года началось строительство станции[5].
- 5 декабря 2019 года. Начался монтаж щита для строительства первого тоннеля между станциями «Славянский мир» и «Улица Генерала Тюленева»[6].
- 27 апреля 2021 года — состоялся торжественный выход тоннелепроходческого комплекса S-791 «Виктория»; он завершил проходку левого перегонного тоннеля от станции «Университет дружбы народов»[7].
- 11 мая 2022 года на сайте «Активный гражданин» было завершено голосование по выбору названия для станции. Планируемой датой открытия станции указан 2024 год. Наибольшее количество голосов получило название «Тюленевская»[8].
- 10 августа 2022 года мэр Москвы Сергей Собянин утвердил название станции «Генерала Тюленева» (с небольшим изменением) по результатам голосования на портале «Активный гражданин»[9].
- 21 июня 2024 года станция в зоне технического пуска 1-го участка линии[10].
- 7 сентября 2024 года станция была открыта вместе с первым участком Троицкой линии[11].